# Pteris grandifolia
La pteride a foglie lunghe (Pteris grandifolia L.) è una felce della famiglia Pteridaceae, a distribuzione tropicale e subtropicale; tipica pianta iperaccumulatrice, è in grado di accumulare quantità enormi di sostanze tossiche come mercurio, piombo e arsenico.
In particolare, è tra le poche felci iperaccumulatrici di arsenico: una volta assorbito dalle radici, lʼarsenico è trasportato nelle foglie così che queste possano smaltirlo.

## Descrizione
È una felce alta fino a 50 cm, con foglie a pinne alternate (da 19 a 23), con margine finemente seghettato, di colore verde scuro superiormente, più chiare e con nervature evidenti sulla pagina inferiore. I sori, non tutti fertili, sono presenti solo nelle pinne prossime all'apice.

## Distribuzione e habitat
Ha una distribuzione pantropicale. In Italia è segnalata, con popolazioni relitte, in Sicilia, Calabria, Campania e Lazio (forra di Ponte Terra a San Vittorino, Roma). A Genova si sta diffondendo sulle banchine del Porto Antico ed in zone vicine.
Cresce su rupi e muri umidi da 0 a 300 m di altitudine.